# Dobrivoje Trivić
Dobrivoje Trivić (en serbio: Добривоје Тривић) (26 de octubre de 1943 - 23 de febrero de 2013) fue un jugador profesional de fútbol serbio que jugó en la demarcación de defensa para la selección de fútbol de Yugoslavia

## Biografía
Dobrivoje jugó como centrocampista para el Fudbalski Klub Vojvodina y en la Eurocopa en 1968 con la selección de fútbol de Yugoslavia. Posteriormente prolongó su carrera en Francia, en el Olympique de Lyon y en el Toulouse Football Club.
Trivić disputó un total de trece partidos para la selección de fútbol de Yugoslavia entre 1966 y 1969.

## Muerte
Dobrivoje Trivić falleció el 23 de febrero de 2013 a la edad de 69 años.

## Clubes
| Club                     | País    | Año         |
| ------------------------ | ------- | ----------- |
| SREM Sremska Mitrovica   | Serbia  | 1962 - 1965 |
| Fudbalski Klub Vojvodina | Serbia  | 1965 - 1971 |
| Olympique de Lyon        | Francia | 1971 - 1973 |
| Toulouse Football Club   | Francia | 1973 - 1974 |
| Fudbalski Klub Vojvodina | Serbia  | 1974 - 1975 |

## Palmarés
- Primera Liga de Yugoslavia (1966) - Vojvodina
- Copa de Francia (1973) - Olympique de Lyon
- Supercopa de Francia (1973) - Olympique de Lyon